# Жанна Матте
Жанна Матте (фр. Jeanne-Marie Matthey-Jonais, 25 січня 1886 — 24 листопада 1980) — колишня французька тенісистка, яка змагалася на початку 20-го століття. Чотири рази підряд, з 1909 до 1912 року, перемагала в одиночному та парному розрядах.
Під час Першої Світової війни була медсестрою Червоного Хреста. Через кілька серйозних поранень не могла далі продовжувати тенісну кар'єру. 1927 року вона отримала бронзову медаль Пошани за громадську допомогу (фр. médaille d'honneur de l'assistance publique) за свої заслуги медсестрею. 1952 року вона була названа Кавалером ордена Почесного легіону, в 1958 році вона стала Офіцером, а 1962 року їй було присвоєно звання Командора.
Під час Другої світової війни вона брала активну участь у русі опору, їй доручалося передавати повідомлення, а після арешту та тортур гестапо була інтернована в німецьких концтаборах у 1945 році.